# Luca Usberti
Luca Usberti (Reggio Emilia, 5 febbraio 1973) è un ex cestista italiano.

## Carriera
Nel girone di ritorno della stagione 1990-1991 collezionò, con i colori della Pallacanestro Reggiana, la sua prima presenza in Serie A1. L'anno seguente, con la formazione emiliana retrocessa nel frattempo in Serie A2, scese in campo in sette occasioni. Nel 1992-1993 entrò definitivamente nelle rotazioni viste le 31 presenze accumulate anche se con poco meno di 7 minuti a gara, in un'annata conclusa da Reggio Emilia con la promozione in A1. Usberti continuò a far parte della prima squadra reggiana anche negli anni a seguire in cui il club alternò partecipazioni al campionato di A1 ad altre di A2. Rimase in rosa fino al termine della stagione 1996-1997, terminata con una nuova promozione in A1. Durante questo periodo, le cifre più alte della sua parentesi reggiana le mise a segno in A2 nel 1995-1996, quando viaggiò a 6,1 punti nei 19,8 minuti concessigli da coach Giordano Consolini.
In vista della stagione 1997-1998 si trasferì all'Aurora Jesi, società marchigiana che si apprestava a disputare la A2 da neopromossa. Usberti rimase in gialloverde per circa un anno e mezzo, lasciando la squadra nel dicembre 1998. A gennaio approdò a Rubiera in Serie B2 dove però giocò solo una partita, visto che pochi giorni dopo arrivò la chiamata dei vice campioni di Spagna del TAU Vitoria allenati dall'italiano Sergio Scariolo, che ingaggiarono Usberti per far fronte ad una serie di infortuni. Il giocatore reggiano scese così in campo in sei incontri della Liga ACB 1998-1999, segnando un totale di cinque punti tutti realizzati nella vittoria casalinga sul Granada. Il 1º febbraio, pur rimanendo in panchina per tutti i quaranta minuti, fu parte della squadra che vinse la finale di Coppa del Re 1999.
Dopo la parentesi spagnola fece ritorno nelle serie dilettantistiche italiane. Con la Robur Osimo nelle stagioni 2000-2001 e 2001-2002 centrò due promozioni consecutive, contribuendo a portare la squadra dalla Serie B2 alla Legadue nel giro di due anni. Nel 2002-2003 si divise tra Bergamo e Montichiari in Serie B1.
Nel luglio 2003 tornò ufficialmente ad essere un giocatore della Robur Osimo, formazione che ottenne la salvezza nella Legadue 2003-2004. L'apporto stagionale di Usberti fu di 3,5 punti e 1,3 rimbalzi in 12,0 minuti a partita.
Scese poi in Serie B2 alla Spal Correggio, dove rimase nel biennio 2004-2006, prima di giocare per un triennio a Castelnovo di Sotto sempre in B2. Partecipò quindi al percorso della Spider Fabriano, che nel 2009-2010 militava nell'allora Serie C Dilettanti per poi avanzare fino alla Divisione Nazionale A 2011-2012. Le sue ultime tappe della sua carriera da cestista furono anch'esse nelle Marche, regione in cui si era nel frattempo trasferito, con il triennio 2012-2015 da giocatore della Vigor Matelica  (tra Serie C Regionale e Nazionale) e un'ultima annata a Fabriano sponda Janus in Serie C Silver.